# Estadio Khalid bin Mohammed
El Estadio Khalid bin Mohammed es un estadio multiusos ubicado en la ciudad de Sharjah en los Emiratos Árabes Unidos y que actualmente es la sede del Al-Shaab CSC.

## Historia
Fue inaugurado en 1990 tras un año de construcción, su capacidad es de 12 000 espectadores, y fue renovado en 2008, cuenta con pista de atletismo y es de superficie artificial.

## Partidos internacionales
Fue utilizado como sede de Líbano para su partido ante Palestina por la Clasificación de AFC para la Copa Mundial de Fútbol de 2026 a causa de la Guerra Israel-Hamás.
| 2023 de noviembre del 16 | Líbano | 0–0                   | Palestina | Khalid bin Mohammed Stadium, Sharjah                     |                                                          |
|                          |        | Report (FIFA) Reporte |           | Asistencia: 200 espectadores Árbitro(s): Adham Makhadmeh | Asistencia: 200 espectadores Árbitro(s): Adham Makhadmeh |